# Ctenophryne minor
Ctenophryne minor es una especie de anfibio anuro de la familia Microhylidae. Se encuentra en Colombia.